# Breakout (álbum de Miley Cyrus)
Breakout é o segundo álbum de estúdio da cantora, compositora e atriz norte-americana Miley Cyrus, lançado com o selo da Hollywood Records no dia 22 de julho de 2008. É o primeiro álbum de Cyrus a não ter nenhuma ligação com a franquia Hannah Montana, já que Meet Miley Cyrus, seu álbum de estreia, foi lançado em conjunto com o álbum Hannah Montana 2. Nos Estados Unidos, estreou no 1.º lugar da parada musical oficial norte-americana, a Billboard 200, vendendo 371 mil cópias na primeira semana. Breakout possui gêneros musicais variados, mas é evidentemente influenciado pelo pop rock, com algumas influências do teen pop e do dance-pop. Trabalharam como produtores musicais do álbum Antonina Armato, Scott Cutler, John Fields, Tim James, Anne Preven e Matthew Wilder, e nas composições, trabalharam principalmente Miley Cyrus, a vocalista, Antonina Armato e Tim James. Liricalmente, Breakout fala sobre as diversões e as tristezas amorosas da fase de transição da adolescência para a vida adulta.
Em geral, o álbum teve um excelente êxito comercial, alcançando sucesso considerável em países da América e da Europa. Em 17 de outubro de 2008 o álbum foi certificado com disco de platina pela Recording Industry Association of America (RIAA) por vendas acima de um milhão de cópias nos Estados Unidos. Ele recebeu certificações em vários países ao redor do mundo, como a Austrália (Platina), a Espanha (Ouro) e o Reino Unido (Platina).
Foram lançados três singles oficiais e um single promocional para promover as vendas do álbum. O primeiro single oficial, "7 Things", alcançou a 9ª posição da Billboard Hot 100 e a 13.ª posição da Canadian Hot 100, além de alcançar várias posições no Top 30 dos charts de diversos países. "Fly on the Wall" alcançou a 84.ª posição da Billboard Hot 100 e a 16ª posição do UK Singles Chart. O único single promocional do álbum, "Breakout", alcançou a 56.ª posição da Billboard Hot 100.

## Detalhes
| “ | Minhas novas canções têm uma vibe um pouco diferente. Eu finalmente consegui, tipo, andar e fazer exatamente o tipo de som que eu queria fazer. No meu último disco, eu tinha que me apresentar, mas agora que as pessoas já sabem quem eu sou e sabem um pouco mais sobre mim, isso será apenas, você sabe, para me conhecer pessoalmente. | ” |

No ano de 2007, Miley Cyrus iniciou seu trabalho musical próprio, ou seja, ela lançou seu primeiro álbum no qual o nome de seu alter-ego, Hannah Montana, não foi usado.  No entanto, esse álbum foi lançado em conjunto com um álbum desse mesmo alter-ego, e portanto, não poderia ser descrito como um álbum "próprio" da cantora. Apenas com o lançamento de Breakout, seu segundo álbum de estúdio, Cyrus conseguiu lançar sua carreira musical sem ser tão ligada a Hannah Montana. Ela acreditava que esse era seu "álbum da liberdade", onde ela iria "mostrar a todos do que é feita Miley Cyrus." Cyrus ainda explicou o título do álbum, dizendo que ele falava de "se afastar da Hannah, mas com apenas um pouco de mudança." Além desse motivo, ela decidiu que o título do álbum seria esse após gravar a canção "Breakout", que era "uma das [suas] canções favoritas".
Cyrus acreditava que, comparado a seus álbuns anteriores, Breakout era mais "adulto e um pouco mais criativo." Ela teve como objetivo incorporar um som mais influenciado pelo rock, dizendo que "as composições são definitivamente diferentes... as letras significam mais do que as do meu último par de discos". De acordo com ela, o álbum documenta, com profundidade, os eventos que ocorreram em sua vida no período de um ano. A maioria das canções do álbum foram escritas enquanto Cyrus viajava com a Best of Both Worlds Tour, entre outubro de 2007 e janeiro de 2008. Ela declarou que, "através de cada música, o ouvinte pode descobrir algo sobre ela e sobre si mesmo."
Ao se conectar com seus fãs através de Breakout, ela alegou que queria que "as meninas tivessem a sensação de serem capazes de se sentir fortalecidas e fazer rock", passando a dizer que, "ouvindo estas músicas, espero que eles [os fãs] possam ter uma razão para dançar e apenas sorrir e se divertir. Este CD é totalmente apropriado na idade, especialmente para mim."

## Desenvolvimento

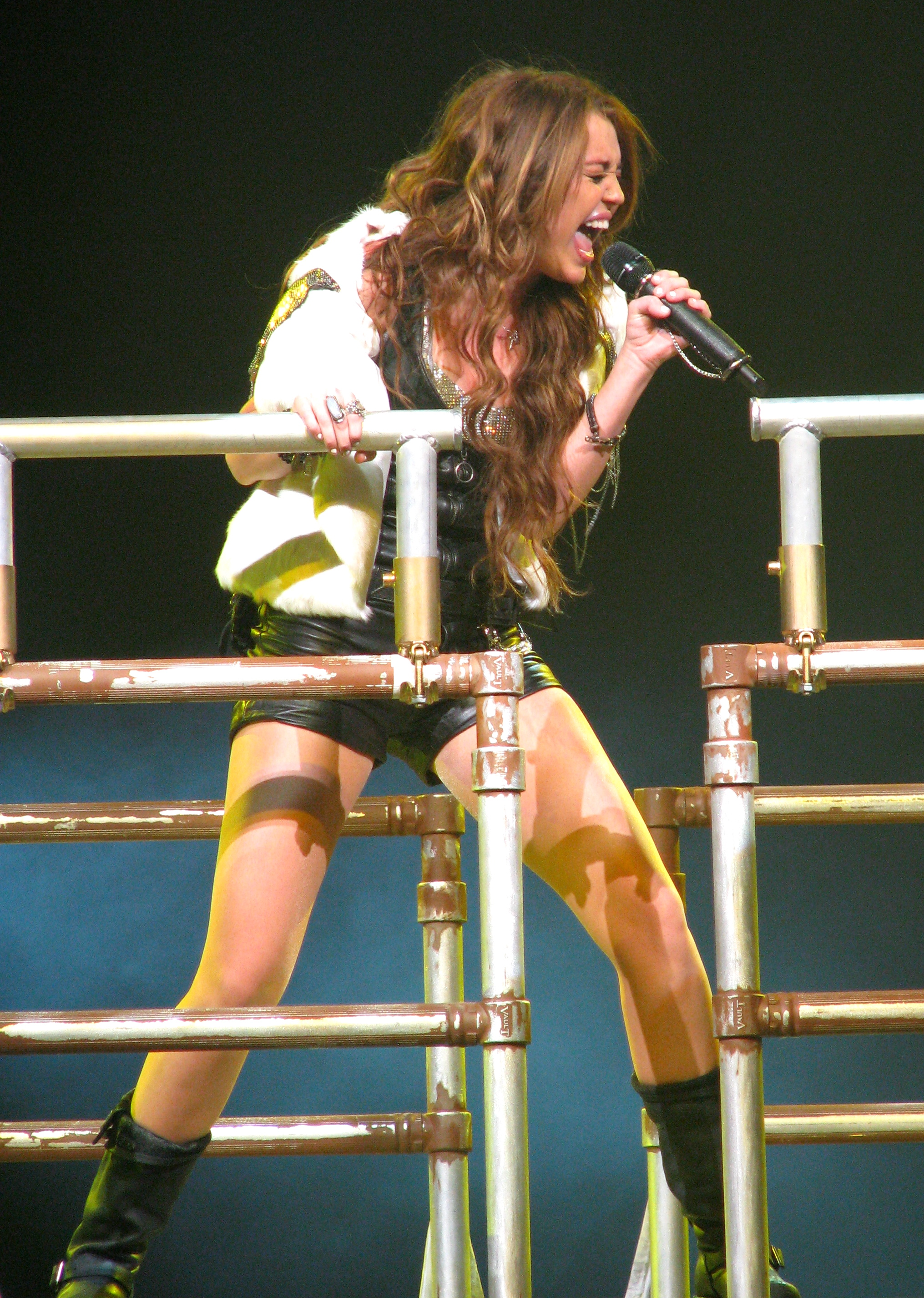
Cyrus performando "Breakout" durante a Wonder World Tour (2009).

"Breakout" foi escrita por Ted Bruner, em colaboração com Trey Vittetoe e Gina Schock, do Go-Go's. Ela foi gravada primeiramente pela cantora pop norte-americana Katy Perry, para seu álbum de estúdio intitulado One of the Boys, no entanto, não foi incluída no álbum e por isso, foi passada para Cyrus, que gravou a canção novamente e cuja versão conta com a participação de Perry como backing vocal. Assim como a maioria das músicas de Breakout, Cyrus escreveu "7 Things" enquanto viaja na Best of Both Worlds Tour, refletindo sobre suas numerosas emoções por um ex-namorado. Ela alegou que o uso da palavra "ódio" foi feito para demonstrar o quão furiosa ela estava na época. Originalmente, "7 Things" era mais "suave e agradável", mas Cyrus disse que ela "enlouqueceu" durante o processo de gravação e deu a música um som mais pesado. Ela ainda gravou um cover da canção "Girls Just Wanna Have Fun", da cantora norte-americana Cyndi Lauper, lançada no álbum "She's So Unusual", de 1983. Cyrus quis que seu cover fosse totalmente diferente dos que já tinham sido feitos para essa canção, para que ele fosse distinguido dos demais. Ela descreveu o processo como "quase [ter] que reaprender a canção." Sobre o produto final, ela disse: "Quando você ouvir a música, vai ser, tipo, você não está mesmo certo do que é. É algo completamente novo."
"Full Circle" foi co-escrita por Cyrus, Scott Cutler e Anne Preven, e fala sobre seu relacionamento com Nick Jonas, dos Jonas Brothers. "É sobre duas pessoas. Elas sempre voltam a ficar juntas, não importa o que dizem as pessoas más, que tentam mantê-los separados", disse Cyrus sobre o conceito da música. "Fly on the Wall" foi escrita por Cyrus com o auxílio de Antonina Armato, Tim James e Devrim Karaoglu. Ela foi destinada para a mídia, e fala sobre "como eles acham que sabem tudo [sobre ela], quando eles não sabem. Eles queriam ser uma mosca na minha parede e ver [ela] 24/7." Cyrus explicou que ela falava sobre sua tentativa de escapar dos paparazzis, mas que eles sempre aparecem, e "não vão embora, como pequenas e chatas moscas." Cyrus, Armato, James e Aaron Dudley co-escreveram "Wake Up America", uma canção que fala sobre o ambientalismo. A canção foi dirigida para "as pessoas no banco de trás, as crianças da geração de hoje"; ela disse que, no futuro, eles seriam aqueles que "levariam [a] terra para o que ela irá ser." "É a única que você tem, então você tem que cuidar dela. E se você não fizer isso, vai haver [consequências], talvez não para você, naquele momento, ou para sua geração, mas para seus filhos e os filhos deles... Cada geração tem um ciclo que vai continuar pelo resto da eternidade", ela concluiu.
Cyrus também gravou um cover da canção "Four Walls", da cantora norte-americana Cheyenne Kimball, presente no álbum de 2006 intitulado "The Day Has Come", para Breakout, e o intitulou de "These Four Walls". A décima-segunda e última faixa do álbum é uma versão remixada do hit "See You Again", intitulada como "Rock Mafia Remix" ou "The 2008 Remix"; "See You Again" foi originalmente lançada no álbum Meet Miley Cyrus, 2º disco do álbum Hannah Montana 2/Meet Miley Cyrus.
Existem ainda duas faixas bônus inéditas presentes na Platinum Edition do álbum, cujos títulos são "Hovering" (com participação especial do meio-irmão de Cyrus, Trace) e "Someday". Também existem dois remixes da canção "7 Things" na edição japonesa do álbum.

## Estrutura musical e composição

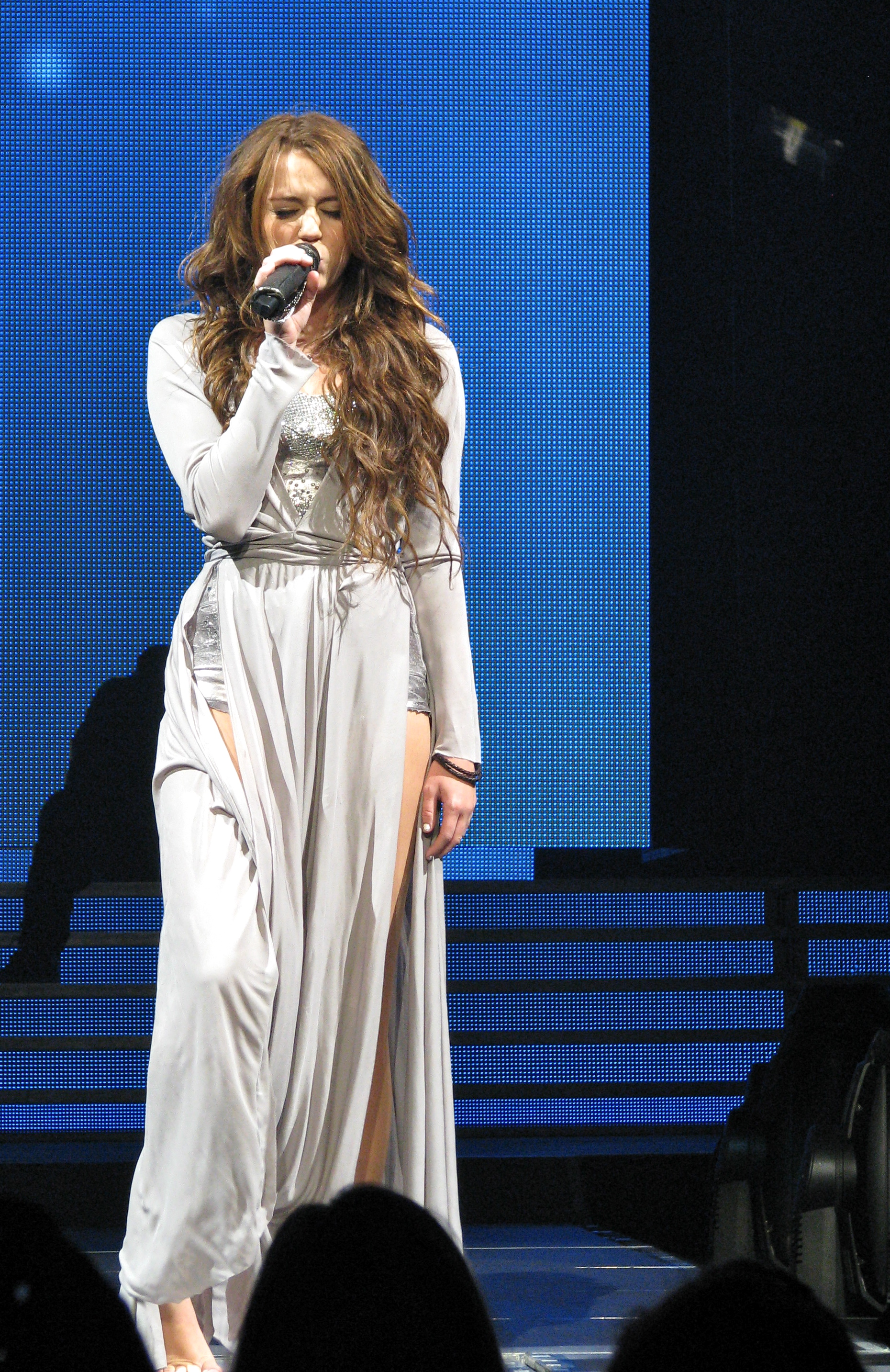
Cyrus performando "Bottom of the Ocean" durante a Wonder World Tour.

No geral, Breakout é predominante do pop rock, mas explora uma variedade de outros gêneros musicais. A faixa-título e inicial do álbum, "Breakout", é uma canção pertencente ao dance-pop que começa com uma rápida batida, composta por um chiming de guitarra elétrica e bateria que mais tarde evolui para "a pulada da armadilha e os teclados shimmer"; "batidas estáticas" envolvem o todo. A letra da canção fala sobre "uma chamada só pra garotas para a diversão" que anedota sobre os sentimentos da idade e o desejo de se ver livre da escola. Os refrões uptempo de "7 Things" são influenciados pelo pop punk. A canção é "um período de três ritmos", transitando da "sensível canção sobre término com descuidados versos ao punk-pop no refrão de duplo tempo." A letra de "7 Things" cita 7 características que Cyrus odeia e que ela ama em seu ex-namorado. "The Driveway" é uma power ballad cuja letra fala sobre um término de relacionamento, insistindo que "nada fere como perder quando você sabe que realmente já foi." O cover de "Girls Just Wanna Have Fun", de Cyndi Lauper, substitui o sutil reggae corrente na versão original por um som mais conduzido pelo rock, que inclui batidas de pop-punk e cordas. A letra de "Girls Just Wanna Have Fun" discute principalmente o "desejo de se soltar com seus amigos", tocando em detalhes da vida de uma estrela infantil sobrecarregada. "Full Circle" é composta por um pop rock com vários hooks e, em um dos ganchos, Cyrus termina com várias palavras com "Oh, oh, oh!". A letra fala sobre não desistir de um relacionamento.
"Fly on the Wall" se destaca como uma canção electropop que também está comprometida com uma série de hooks, que "gritam" o título da canção, enquanto a instrumentação depende de guitarras elétricas. Ao contrário de outras canções de Breakout, "Fly on the Wall" tem a voz de Cyrus processada para soar de um modo diferente. A letra da canção incita "o ouvinte a ir para o lado de fora de seu santuário interno." O alvo da mensagem tem sido interpretado de forma diferente por críticos contemporâneos - um ex-namorado e os meios de comunicação tem sido mais comumente referidos. "Bottom of the Ocean" é uma balada contemporânea que contém um som com influências da música minimalista. O "pano de fundo" para a canção sobre "sentir-se mal" possui características das ondas do oceano. A faixa "Wake Up America" tem um "pano de fundo riff-rock atrevido" enquanto também possui em seu conteúdo lírico preocupações com o meio ambiente, onde Cyrus pede principalmente para o público dar a Terra "um pouco de atenção". No primeiro verso, ela admite que "não sabe exatamente o que está acontecendo com o aquecimento global, mas acredita que há algo que todos nós devemos fazer sobre isso". "These Four Walls" é uma power ballad acentuada por elementos country pop e vocais vibrantes e letra que fala sobre uma narrativa interior. "Simple Song" tem um som "mal-humorado" e é liricamente sobre momentos da idade em que uma pessoa diz "não posso dizer qual caminho é para cima, qual é para baixo", e elas sentem a necessidade de se alienarem. Em "Goodbye", a performance vocal de Cyrus é mais "descansada" e com mais "som natural de acompanhamento", enquanto que nas letras ela se pega lembrando das "coisas simples... até que [ela chora]". "See You Again (Rock Mafia Remix)" é uma canção dance-pop, que funde vocais sensuais com batidas techno. A faixa fala sobre uma grande paixão a primeira vista entre um casal.

## Recepção da crítica
| Críticas profissionais | Críticas profissionais |
| Pontuações agregadas   | Pontuações agregadas   |
| Fonte                  | Avaliação              |
| ---------------------- | ---------------------- |
| Metacritic             | 66/100                 |
| Avaliações da crítica  |                        |
| Fonte                  | Avaliação              |
| Allmusic               | 3.5 de 5 estrelas.     |
| Billboard              | (positiva)             |
| Boston Globe           | (positiva)             |
| Entertainment Weekly   | (B)                    |
| Los Angeles Times      | 3 de 4 estrelas.       |
| The New York Times     | (mista)                |
| PopMatters             | (5/10)                 |
| Slant Magazine         | 2.5 de 5 estrelas.     |
| The Village Voice      | (positiva)             |
| Yahoo! Music           | 7 de 10 estrelas.      |

Breakout recebeu, em geral, críticas positivas, obtendo uma média geral de 66 em 100 no Metacritic, baseado em críticas recolhidas. Heather Phares, do Allmusic, comentou que o título do disco expressa seu "propósito muito bem", embora a música não seja drasticamente diferente das de Hannah Montana, acrescentando, "são apenas um punhado de canções que realmente saíram do molde de Hannah Montana". Apesar de não estar impressionada com o "nada [sendo] deixado ao acaso", ela concluiu: "Mesmo que essas músicas sejam muito mais derivadas do pop estabelecido pelas divas Avril Lavigne e Britney Spears, elas fornecem pistas sobre o tipo de 'empresa' que Cyrus pretende manter. E ao mesmo tempo que Breakout não é um avanço tanto quanto poderia ser, ele ainda leva Miley a uma identidade e carreira longes da Hannah". Kerri Mason, da Billboard, escreveu: "Embora ainda seja apropriado para menores, "Breakout" também é para as crianças grandes" e elogiou Cyrus por ser uma "pop star nata".

## Singles
"7 Things" foi o primeiro single de Breakout. Estreou na Rádio Disney em 1 de maio de 2008, com uma estreia completa no Elvis Duran no dia seguinte. O videoclipe foi exibido pela ABC e pelo Disney Channel em 20 de junho de 2008. "7 Things debutou no número #84 da Billboard Hot 100. Duas semanas depois que o single foi lançado no iTunes, subiu sessenta posições, da #70 a #9. Essa se tornou a melhor posição de um single de Cyrus na Billboard Hot 100 até "The Climb". O remix da Rock Mafia de "See You Again" foi lançado no Reino Unido como o primeiro single do álbum no país e segundo no geral em 11 de agosto de 2008. Sua melhor posição no UK Singles Chart foi a décima primeira, permanecendo onze semanas na parada musical. Esse single tornou-se o seu primeiro top vinte na região. "Fly on the Wall" começou a ser tocada na Rádio Disney em 9 de agosto de 2008, sendo posteriormente enviada as rádios mainstream em 4 de novembro de 2008. "Fly On The Wall" alcançou a posição #16 no UK Singles Chart e estreou no Canadian Hot 100 no número 73. "Wake Up America" seria lançada como o quarto single do álbum em algum momento em 2009, porém, os planos não se concretizaram por motivos desconhecidos.

## Alinhamento de faixas
| Edição Padrão  |                                    |                                           |         |  |
| N.º            | Título                             | Compositor(es)                            | Duração |  |
| 1.             | "Breakout"                         | Gina Schock Ted Bruner Trey Vittetoe      | 3:25    |  |
| 2.             | "7 Things"                         | Miley Cyrus Antonina Armato Tim James     | 3:34    |  |
| 3.             | "The Driveway"                     | Cyrus Scott Cutler Anne Preven            | 3:42    |  |
| 4.             | "Girls Just Wanna Have Fun"        | Robert Hazard Matthew Wilder              | 3:07    |  |
| 5.             | "Full Circle"                      | Cyrus Cutler Preven                       | 3:15    |  |
| 6.             | "Fly on the Wall"                  | Cyrus Armato James Devrim Karaoğlu        | 2:32    |  |
| 7.             | "Bottom of the Ocean"              | Cyrus Armato James                        | 3:15    |  |
| 8.             | "Wake Up America"                  | Cyrus Armato James                        | 2:45    |  |
| 9.             | "These Four Walls"                 | Scott Cutler Anne Preven Cheyenne Kimball | 3:26    |  |
| 10.            | "Simple Song"                      | Jeffrey Steele Jesse Littleton            | 3:33    |  |
| 11.            | "Goodbye"                          | Cyrus Armato James                        | 3:53    |  |
| 12.            | "See You Again" (Rock Mafia Remix) | Cyrus Armato TimJames                     | 3:17    |  |
| Duração total: | Duração total:                     | Duração total:                            | 39:46   |  |

| Platinum Edition: Faixas Bônus |                                              |                             |         |  |
| N.º                            | Título                                       | Compositor(es)              | Duração |  |
| 13.                            | "Hovering" (com participação de Trace Cyrus) | Armato James                | 2:29    |  |
| 14.                            | "Someday"                                    | Cyrus Armato James Karaoğlu | 3:03    |  |
| Duração total:                 | Duração total:                               | Duração total:              | 45:18   |  |

| Platinum Edition: DVD |                             |         |  |
| N.º                   | Título                      | Duração |  |
| 1.                    | "7 Things" (videoclipe)     | 3:38    |  |
| 2.                    | "7 Things" (ao vivo)        | 3:31    |  |
| 3.                    | "The Driveway" (ao vivo)    | 3:46    |  |
| 4.                    | "Simple Song" (ao vivo)     | 3:46    |  |
| 5.                    | "See You Again" (ao vivo)   | 3:28    |  |
| 6.                    | "Breakout" (ao vivo)        | 3:12    |  |
| 7.                    | "Fly on the Wall" (ao vivo) | 2:40    |  |
| 8.                    | "Material bônus"            |         |  |

| Platinum Edition Japonesa: Faixas Bônus |                               |                             |         |  |
| N.º                                     | Título                        | Compositor(es)              | Duração |  |
| 13.                                     | "7 Things" (Ek's Baleric Mix) | Cyrus Armato James          | 5:47    |  |
| 14.                                     | "7 Things" (Daishi Dance Mix) | Cyrus Armato James          | 4:29    |  |
| 15.                                     | "Hovering" (com Trace Cyrus)  | Armato James                | 2:29    |  |
| 16.                                     | "Someday"                     | Cyrus Armato James Karaoglu | 3:03    |  |
| Duração total:                          | Duração total:                | Duração total:              | 55:34   |  |

| Edição Japonesa: Faixas Bônus |                                 |                    |         |  |
| N.º                           | Título                          | Compositor(es)     | Duração |  |
| 13.                           | "7 Things" (Eric Kupper Remix)  | Cyrus Armato James | 4:29    |  |
| 14.                           | "7 Things" (Daishi Dance Remix) | Cyrus Armato James | 5:47    |  |
| Duração total:                | Duração total:                  | Duração total:     | 47:23   |  |

| Edição Japonesa: DVD |                                                   |         |  |
| N.º                  | Título                                            | Duração |  |
| 1.                   | "7 Things" (videoclipe)                           | 3:38    |  |
| 2.                   | "See You Again" (ao vivo no Disney Channel Games) | 3:28    |  |
| 3.                   | "Miley Music & More Spot1"                        |         |  |
| 4.                   | "Miley Music & More Spot2"                        |         |  |
| 5.                   | "Biografia"                                       |         |  |
| 6.                   | "Galeria de fotos"                                |         |  |

## Paradas musicais
| Parada (2008–2009) | Melhor posição |
| ------------------ | -------------- |
| Argentina          | 10             |
| Austrália          | 1              |
| Austrália          | 12             |
| Bélgica            | 38             |
| Canadá             | 1              |
| Colômbia           | 1              |
| Finlândia          | 28             |
| França             | 30             |
| Grécia             | 7              |
| Alemanha           | 16             |
| Irlanda            | 11             |

| Parada          | Melhor posição |
| --------------- | -------------- |
| Nova Zelândia   | 2              |
| Noruega         | 15             |
| Japão           | 10             |
| Espanha         | 7              |
| Suíça           | 25             |
| Reino Unido     | 10             |
| Estados Unidos  | 1              |
| Edição Platinum |                |
| Nova Zelândia   | 10             |
| Reino Unido     | 28             |

### Certificações
| País           | Provedor     | Certificação | Vendas     |
| -------------- | ------------ | ------------ | ---------- |
| Alemanha       | BVMI         | Ouro         | +100.000   |
| Austrália      | ARIA         | 2× Platina   | +140.000   |
| Áustria        | IFPI Áustria | Ouro         | +10.000    |
| CCG            | IFPI         | Ouro         | +3.000     |
| Espanha        | Promusicae   | Ouro         | +40.000    |
| Estados Unidos | RIAA         | Platina      | +1.720.000 |
| Irlanda        | IRMA         | Platina      | +15.000    |
| Nova Zelândia  | RIANZ        | Platina      | +15.000    |
| Polônia        | ZPAV         | Ouro         | +10.000    |
| Reino Unido    | BPI          | Platina      | +400.000   |

## Histórico de lançamento
| País   | Data de Lançamento |
| ------ | ------------------ |
| México | 18 de Julho 2008   |